# Gardes-le-Pontaroux
Gardes-le-Pontaroux è un comune delegato e frazione del comune di Magnac-lès-Gardes, situato nel dipartimento della Charente, nella regione della Nuova Aquitania. In precedenza comune autonomo, il 1º gennaio 2025 è confluito insieme all'ex comune di Magnac-Lavalette-Villars nel nuovo comune di Magnac-lès-Gardes.

## Monumenti e luoghi d'interesse
- La Quina è un sito archeologico del Paleolitico medio e primo superiore, scoperto nel 1872 e classificato come monumento storico francese nel 1984,[2] dove sono stati ritrovati reperti riferibili a 27 individui neandertaliani.[3]

## Società

### Evoluzione demografica
Abitanti censiti